# In generali concilio

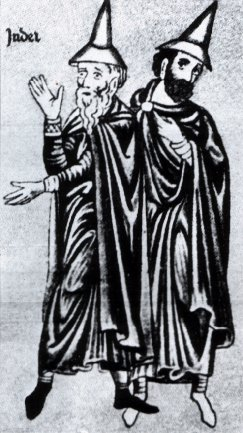
Joden met hoed

In generali concilio was een pauselijke bul, uitgevaardigd in 1218 door paus Honorius III, waarin hij opriep tot maatregelen tegen de Joden.
Tijdens het Vierde Lateraanse Concilie was onder andere bepaald, dat Joden kleding moesten dragen die hen zou onderscheiden van de christenen. Het betrof hier het dragen van een gele lap en een punthoed. Tevens moesten zij tien procent van hun bezit afdragen aan de lokale kerken, mochten zij geen openbare ambten bekleden en mochten zij de drie dagen voorafgaand aan Pasen zich niet op straat vertonen om zo geen aanstoot te geven aan de christenen (een expliciete aantijging, dat de Joden beschouwd werden als de moordenaars van Christus).
Deze bul, aanvankelijk alleen gericht aan de aartsbisschop van Toledo, zou door latere pausen opnieuw verspreid worden, maar dan op grotere schaal.